# 李靈峰 (物理學家)
李靈峰（英文名: Ling-Fong Li，1944年— ），台灣理論物理學家。曾任卡內基美隆大學物理系教授，現為國家理論科學研究中心物理組主任。

## 生平
1965年畢業於國立台灣大學物理學系。其後赴美賓夕法尼亞大學留學，攻讀粒子物理並在1970年獲得博士學位。之後曾在洛克斐勒大學、史丹佛直線加速器中心(SLAC)從事研究工作。自1974年起於卡內基美隆大學物理系任教。
在2010年回國擔任國家理論科學研究中心物理組主任，同時兼任國家理論科學研究中心副主任。並受聘為國立清華大學物理系合聘講座教授，講授量子場論課程。
與鄭大培教授合作著有《Gauge Theory of Elementary Particle Physics》和《Gauge Theory of Elementary Particle Physics: Problems and Solutions》
《Gauge Theory of Elementary Particle Physics》一書主要內容基於李靈峰教授在卡內基美隆大學隆擔任教授期間的授課講義，以及1981年舉辦於中國合肥的暑期學校所使用之材料，並增添鄭大培教授於各研討會所討論的內容加以彙整而成。

## 研究
研究興趣主要為強作用、電弱作用的規範理論，另外也研究有關標準模型的現象以及超越標準模型的新理論。尤其關注在物理上的對稱性和自發對稱破缺機制。
與鄭大培合作發展了解釋微中子質量的第二類翹翹板機制。

## 著作

### 代表性期刊論文
- Group Theory of the Spontaneously Broken Gauge Symmetries.Phys.Rev. D9 (1974) 1723-1739
- Higgs Phenomena in Asymptotically Free Gauge Theories.Phys.Rev. D9 (1974) 2259
- Neutrino Masses, Mixings and Oscillations in SU(2) x U(1) Models of Electroweak Interactions.Phys.Rev. D22 (1980) 2860
- Nonconservation of Separate mu - Lepton and e - Lepton Numbers in Gauge Theories with v+a Currents.Phys.Rev.Lett. 38 (1977) 381

### 書籍
- Gauge Theory of Elementary Particle Physics (Oxford University Press,1984; paperback 1988; Russian translation 1989; Chinese issue 2008)
- Gauge Theory of Elementary Particle Physics: Problems and Solutions (Oxford, 2000)

## 榮譽與獎項
- 中華民國物理學會會士[3]